# ミゲル・ガリコイツ・アスピアス・ルビーナ
ミゲル・ガリコイツ・アスピアス・ルビーナ（Miguel Garikoitz Aspiazu Rubina, 1973年7月6日 - ）は、スペイン・ビルバオ出身の人物。別名チェロキー（バスク語: Txeroki, 英語: Cherokee）。バスク人。バスク祖国と自由(ETA)のメンバーであり、2004年からコマンド部隊のリーダーを務めていたが、2008年に逮捕された。

## 経歴

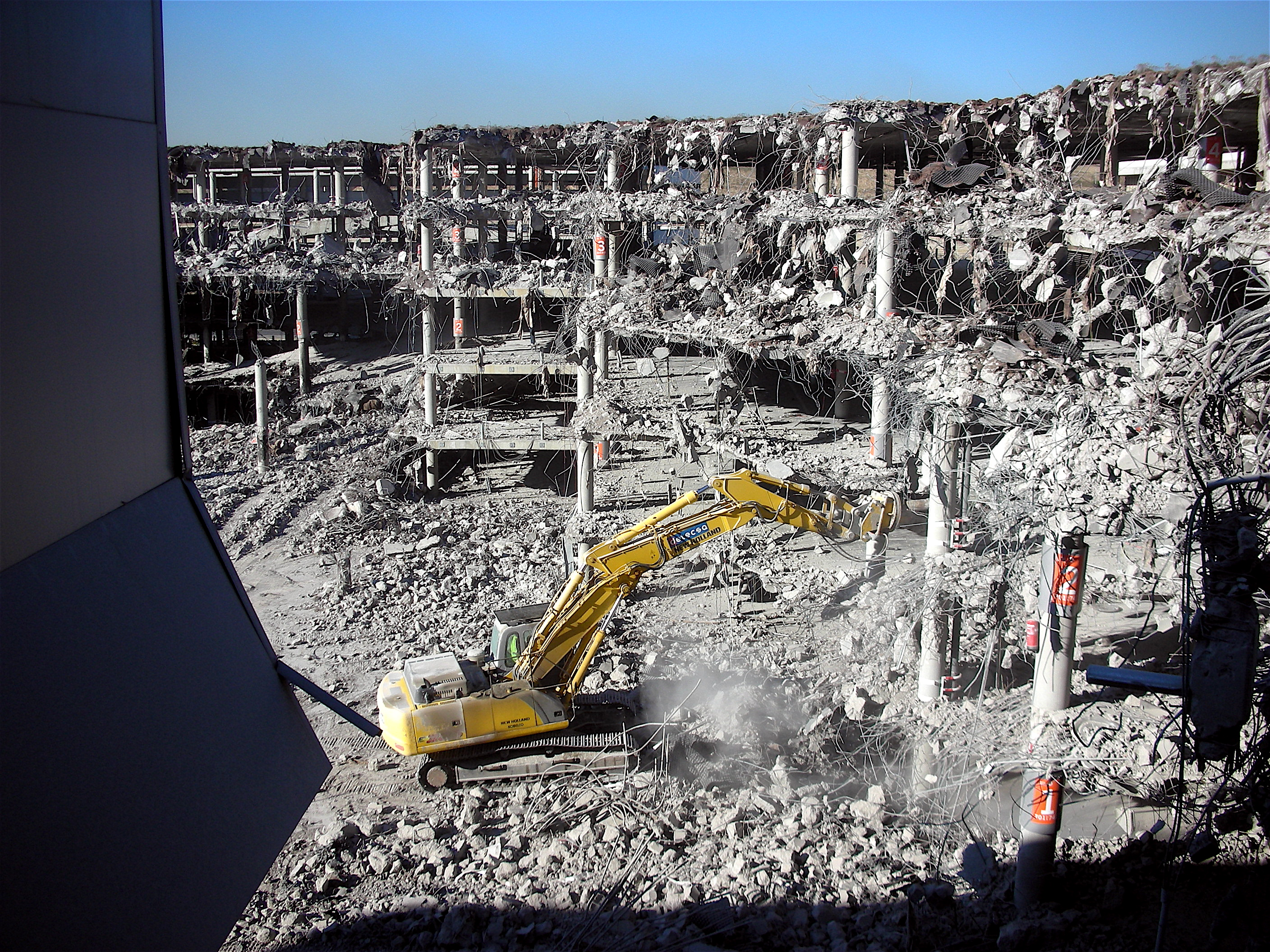
チェロキーが関与したと疑われている2006年マドリード＝バラハス空港爆弾事件

2001年11月にはホセ・マリア・リドン判事を殺害した。チェロキーは2004年からバスク祖国と自由(ETA)のコマンド部隊リーダーを務めており、軍事部門の指揮官として、ETAの数々の爆弾攻撃の統率、命令、計画を行ったとされている。2006年にはETAが停戦宣言を行ったが、その最中の12月30日にはETAが2006年マドリード＝バラハス空港爆弾事件を起こし、チェロキーはETAとスペイン政府との停戦を破った人物であると目されている。2007年12月1日には、フランス・カップブルトンでETA内部に潜入調査中のグアルディア・シビル（治安警察）官2人が殺害されたが、スペイン当局はチェロキーが直々に2人を殺害したとみている。2008年の逮捕前にはスペインで計22の刑事責任を問われていた。チェロキーはETAの軍事部門で注目を集めていたが、2008年5月にフランスでフランシスコ・ハビエル・ロペス・ペーニャ、別名ティエリーが逮捕されたことで、チェロキーはETAの最高指導者の地位に上り詰めた。

### 2008年の逮捕
警察があるETAの容疑者2人を聴取したところ、この容疑者らは2007年12月に潜入捜査官2人を殺害したのがチェロキーであると述べた。そこでフランス警察とスペイン治安警察の共同捜査が行われ、2008年11月16日午前3時30分、オート＝ピレネー県のスキーリゾート地、コテレでチェロキーが逮捕された。フランス政府のミシェル・アリヨ＝マリー内務大臣は、同時にETAの女性メンバーであることが疑われるレイレ・ロペス・スルトゥサも逮捕されたことを発表した。Cauteretsでの逮捕後、チェロキーはパリ近郊の反テロリスト警察の司法拘置所に送られた。
スペイン政府のホセ・ルイス・ロドリゲス・サパテロ首相はチェロキーの逮捕がETAに「大きなダメージ」を与えると述べたが、ETAがいまだに「攻撃を実行する能力を有している」と警告した。チェロキー逮捕によるETAの報復を防ぐために、スペインは万全のセキュリティ体制を敷いた。チェロキーの逮捕は、ETAにとってティエリーの逮捕後の半年間で最大の打撃であるとする見方があり、チェロキーの逮捕が「ETA過激派メンバーに対するさらなる打撃」となったとする見方もある。
2008年11月21日には、2007年12月の潜入捜査官2人殺害事件への関与が公式に告発され、パリの判事の前に現れた。さらに、マドリード＝バラハス空港爆弾事件での役割についてスペインの裁判所で起訴された。2011年10月、ETAは無期限の休戦を発表し、数十年にも及ぶバスク紛争は結末を迎えたとされている。